# Réfugiés et déplacés internes de la crise anglophone au Cameroun

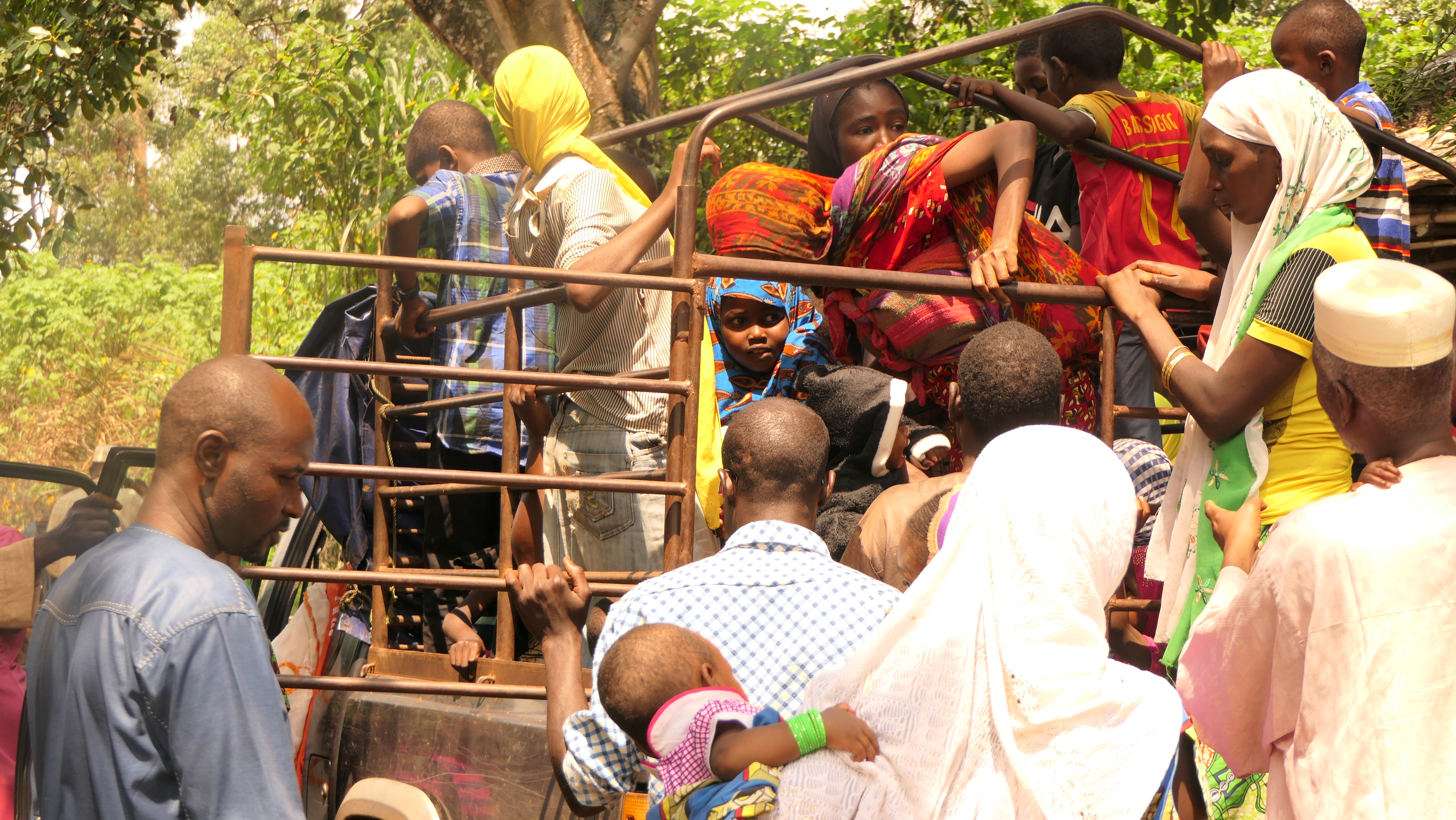
Déplacés internes de la région du Nord-Ouest du Cameroun à Bamendjing en 2019.

Les réfugiés et déplacés internes de la crise anglophone au Cameroun sont des ressortissants camerounais qui se sont soit déplacés à l'intérieur du pays, soit réfugiés au Nigeria voisin à la suite du déclenchement du conflit armé dans les deux régions anglophones du Cameroun – le Nord-Ouest et le Sud-Ouest.

## Réfugiés
Fin 2017, les réfugiés camerounais commencent à affluer au Nigeria. Ils sont principalement pris en charge par le Haut Commissariat des Nations unies pour les réfugiés (HCR), le gouvernement nigérian, les autorités locales et les ONG locales et internationales. La majorité de ces réfugiés vivent dans des familles d’accueil, mais quelques camps sont créés, comme celui d’Ogoja dans l'État de Cross River.
En janvier 2018, 15 000 personnes fuient les régions anglophones du Nord-Ouest et du Sud-Ouest du Cameroun pour se réfugier au Nigeria. Ce nombre passe à au moins 40 000 personnes en février. En mai 2019, 35 000 fuient au Nigeria. En juin 2019, l'UNICEF déclare que 1,3 million de personnes dans les régions anglophones avaient besoin d'une aide humanitaire.
En octobre 2024, plus de 1,8 million de personnes avaient besoin d'une aide humanitaire. Plus de 584 000 personnes ont été déplacées à l'intérieur du pays. Plus de 73 000 sont devenues des réfugiés au Nigeria.

## Déplacés internes

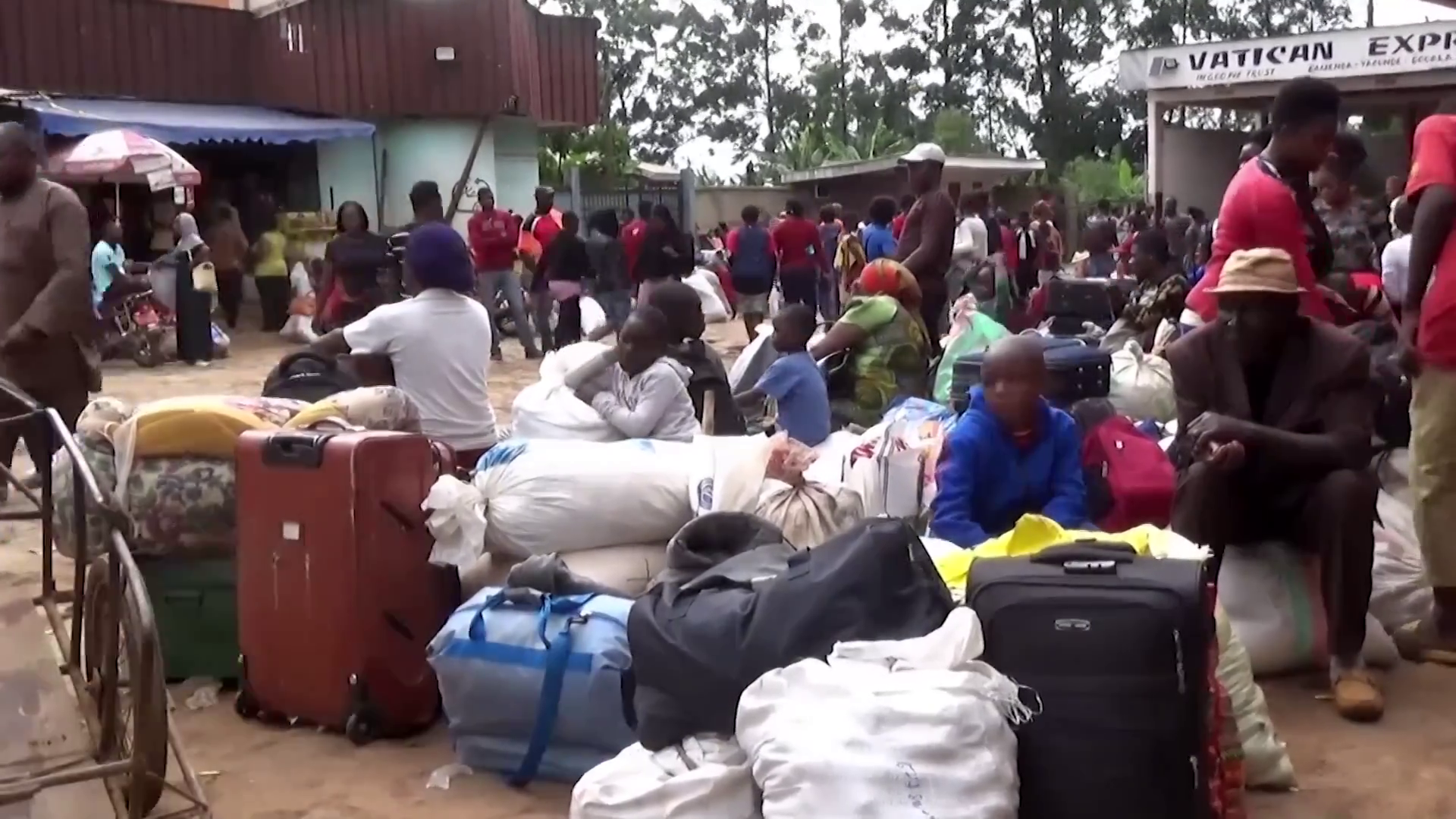
Déplacés internes à Douala en 2020.

En août 2018, plus de 180 000 personnes sont déplacées en raison du conflit. En mai 2019, 530 000 personnes avaient été déplacées à l'intérieur du pays.
Plus de 700 000 Camerounais des régions du Nord-Ouest et du Sud-Ouest du pays ont fui leurs localités d’origine depuis le déclenchement du conflit et sont installés dans la région de l'Ouest du Cameroun.
Les régions de l'Ouest et la ville de Douala comptabilisent 86 000 déplacés.

## Retours
Selon un rapport du Bureau de la coordination des affaires humanitaires, diffusé le 8 octobre 2020, environ 204 000 personnes regagnent leurs localités d'origine, où elles vivaient avant le début du conflit armé dans les régions du Nord-Ouest et du Sud-Ouest du Cameroun.

## Œuvre culturelle
- Clando, le bus de l'exil, reportage sur les déplacés internes camerounais diffusé sur Arte. Par Eystein Young Dingha[10].